# Lumpsumregeling
De lumpsumregeling is het honorariumsysteem voor medisch specialisten binnen de Nederlandse gezondheidszorg.

## Doel
Deze regeling is midden jaren negentig ingevoerd en verving de vergoeding-per-verrichting voor medisch specialisten. Dit systeem zou overproductie binnen de zorg stimuleren omdat het lonend was voor specialisten om zo veel mogelijk verrichtingen uit te voeren. 
De lumpsumregeling omvat een vaste vergoeding per medisch specialisme, ongeacht het aantal verrichtingen dat wordt uitgevoerd.

## Afschaffing
Per 1 januari 2008 is de lumpsumregeling afgeschaft. Binnen de DBC-systematiek wordt het uurtarief van de medisch specialist meegerekend en worden zo de vergoedingen verrekend.
Het uurtarief van een medisch specialist is vastgesteld op 135,50 euro (anno 2007).
In dit tarief is €0,50 voor het kwaliteitsbeleid van medisch specialisten opgenomen.
Het uiteindelijke uurtarief wordt 135,00 euro met een bandbreedte van + en - 6,00 euro.

## Andere beroepsgroepen
Een lumpsumregeling wordt al sinds de jaren 1980 toegepast in diverse andere beroepsgroepen, waaronder de kunstensector. Het gaat hier steeds om een aanneemsom waarvoor een werk wordt uitgevoerd, alle kosten inbegrepen, inclusief de loonkosten.